# Ílida
Ílida (griego: Ήλιδα) es un municipio de la República Helénica perteneciente a la unidad periférica de Élide de la periferia de Grecia Occidental.
El municipio se formó en 2011 mediante la fusión de los antiguos municipios de Amaliada (la actual capital municipal) y Pineía, que pasaron a ser unidades municipales. El municipio tiene un área de 400,5 km².
En 2011 el municipio tenía 32 219 habitantes.
Se sitúa al norte de Pirgos y su término municipal tiene salida al mar Jónico por el oeste. En el norte del término se hallan las ruinas de la antigua ciudad de Elis, de la cual toma el actual municipio su topónimo.